# Église Saint-Sébastien de Tolède
L'église de Saint-Sébastien (espagnol : iglesia de San Sebastián) dans la ville espagnole de Tolède, Castille-La Manche, est l'une des plus anciennes églises de la ville. Elle sert maintenant de musée et de salle de concert.

## Histoire
Elle a été construite au XIVe siècle sur l'emplacement de la mosquée Al-Dabbagin, qui doit son nom à l'ancienne porte de la ville "Bab-al-Dabbagin", en espagnol "Puerta de los Curtidors", en allemand : "Gerbertor". En 1085, l'église était l'une des six paroisses de Tolède de la liturgie mozarabe, également connue sous le nom d'ancienne liturgie espagnole . La reconstruction architecturale date de la fin du XIIe ou du XIIIe siècle. 
L'église, telle qu'elle est encore conservée aujourd'hui, présente les caractéristiques du style architectural mudéjar avec de riches décorations arabes. La tour de l'église a des caractéristiques de l'ancien minaret et date du XVe siècle. 

## Musée et salle de concert
Récemment restaurée, l'église est sous les auspices du Consortium de Tolède et est utilisée pour des expositions et des concerts.
En 2017, l'exposition «Sin pena ni gloria» a été présentée par l'artiste cadicienne Lita Mora, la même année où s'y tenait la IVe Conférence sur la musique et le patrimoine culturel.  En 2018, le Consortium de Tolède a présenté les œuvres de Daniel Garbade  dans l'exposition « Au lit avec Le Greco et Picasso ».

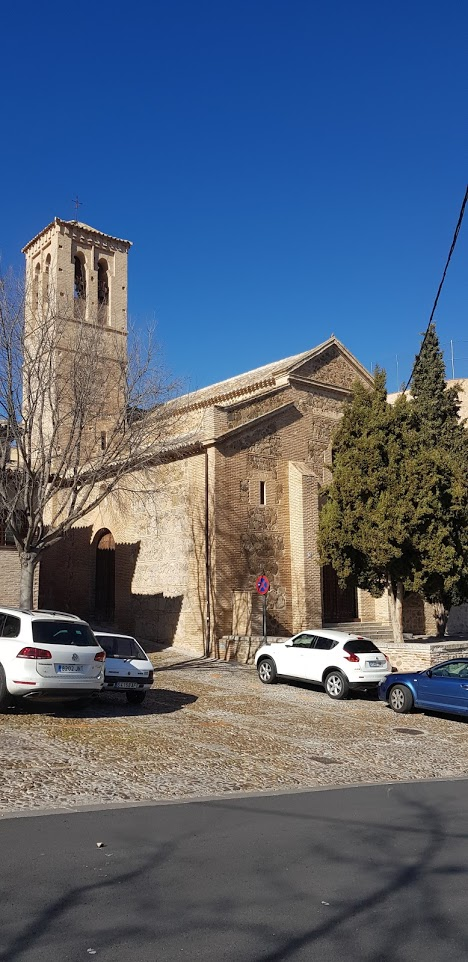
Église Saint-Sébastien avec tour
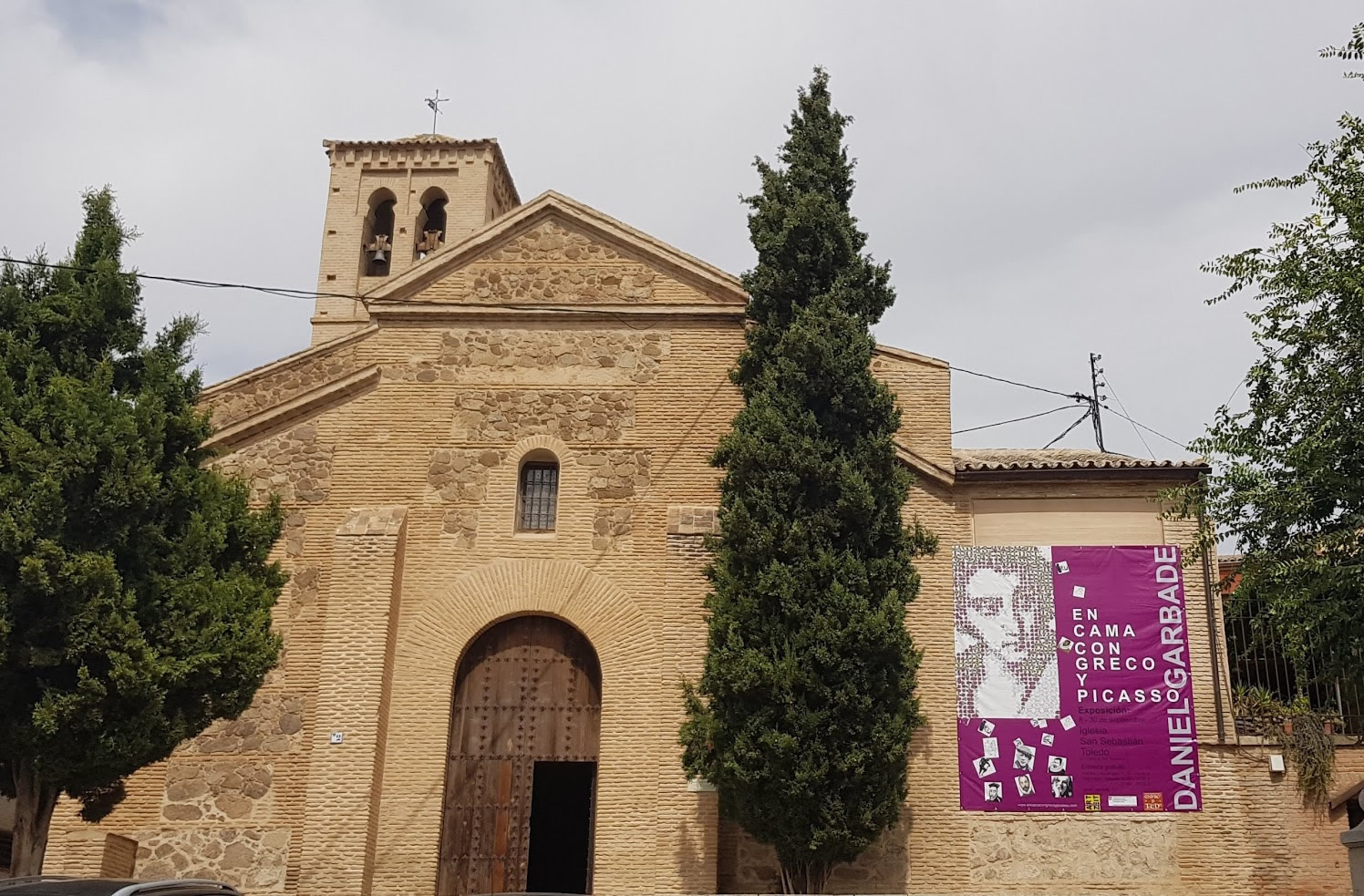
Entrée
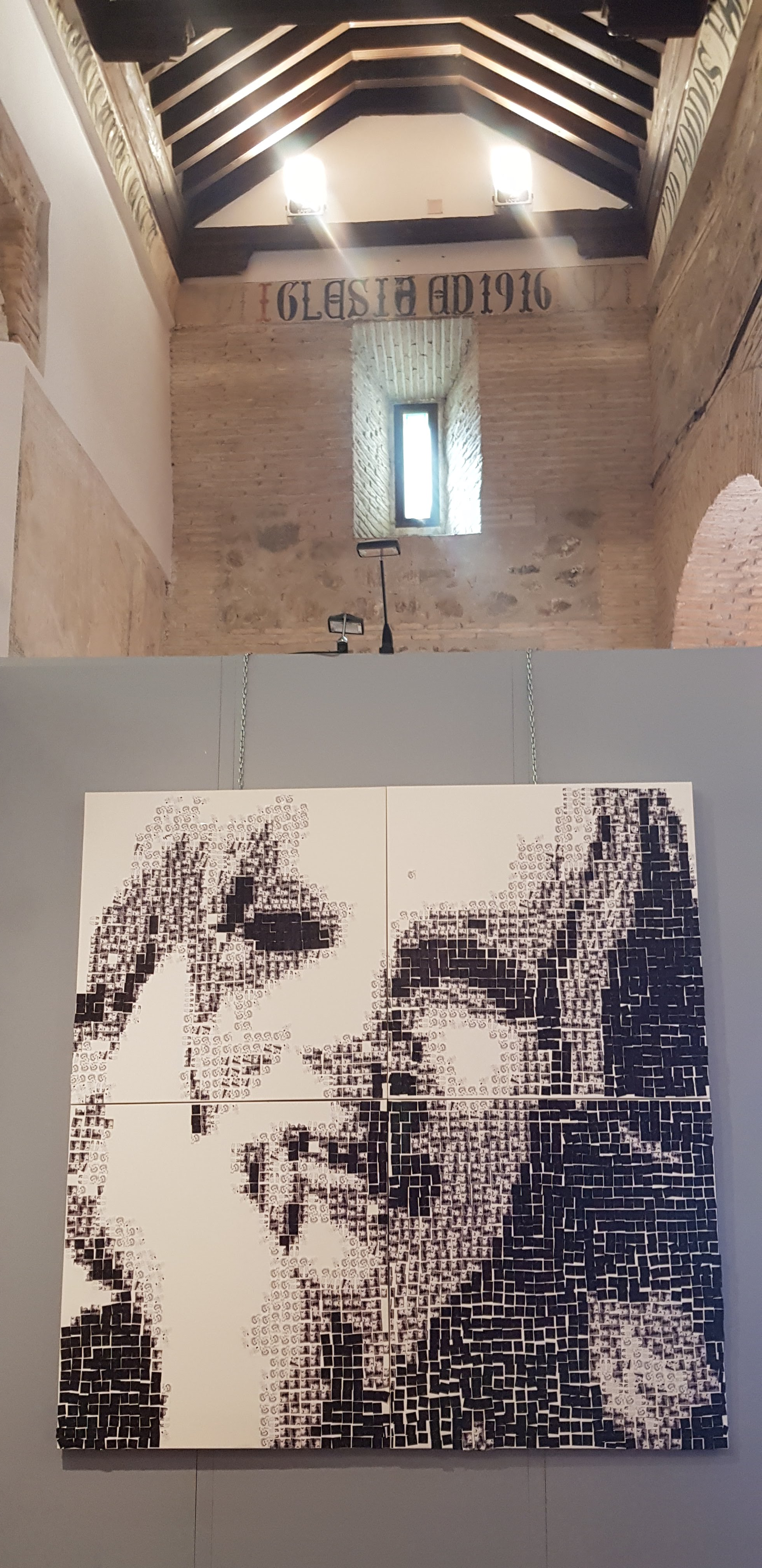
Expositions
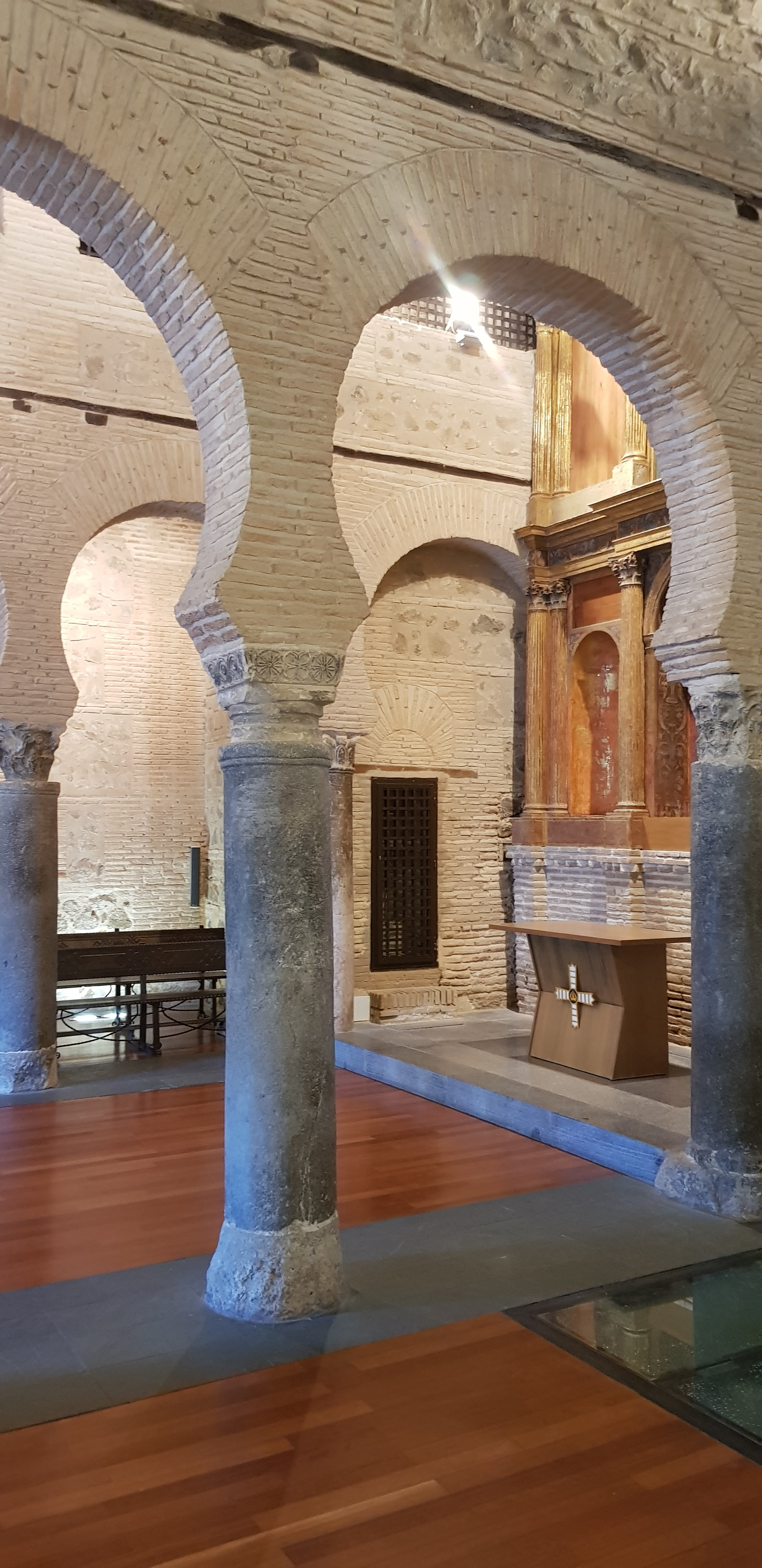
Nef centrale avec autel
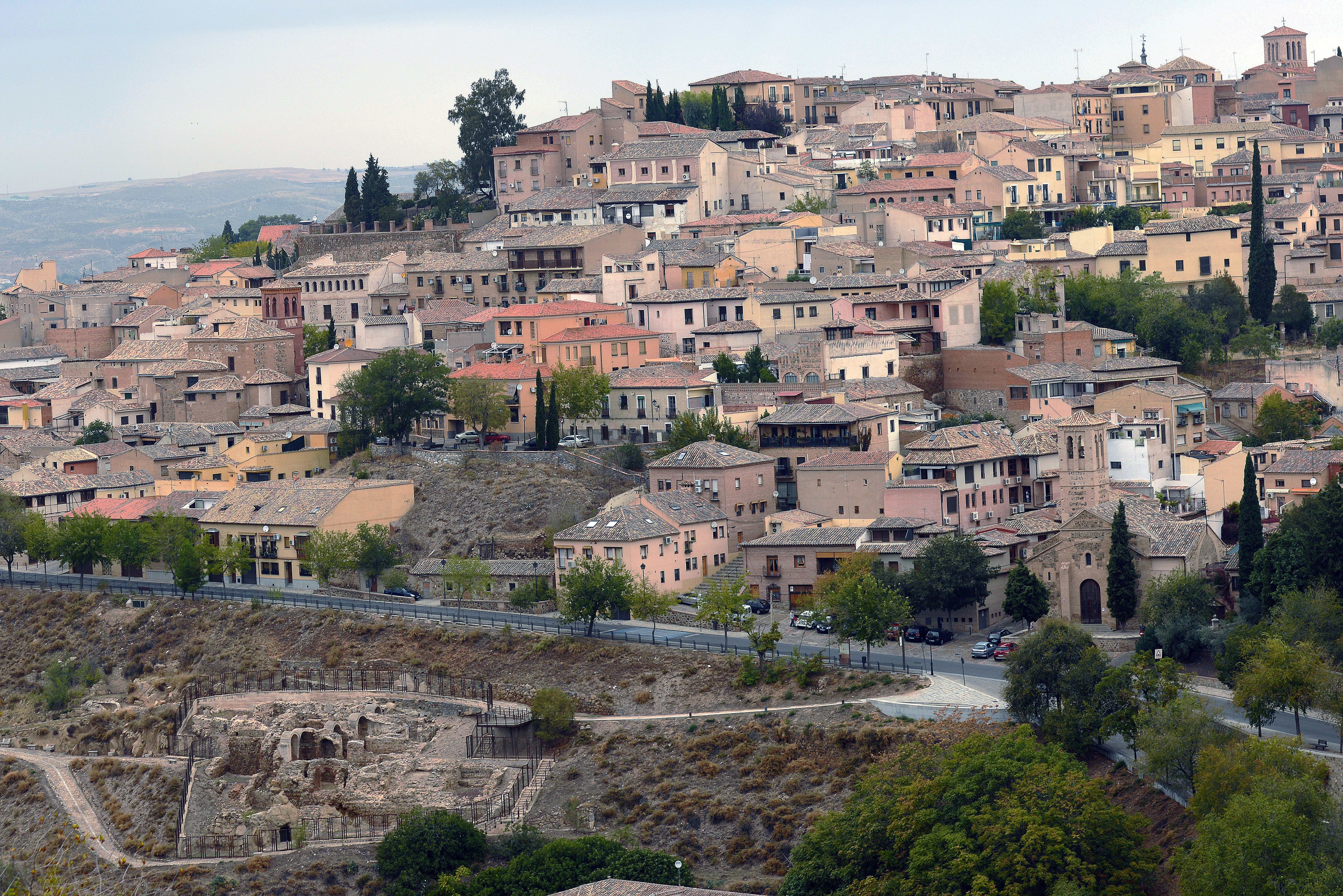
Emplacement de l'église de San Sebastián à Tolède